# Амфитеатар Бели Вук
Амфитеатар Бели Вук је меморијални комплекс у насељу Тврдимићи на обронцима планине Требевић у општини Источно Ново Сарајево. Амфитеатар је изграђен 2018. године. Уз амфитеатар, изграђен је и спортско - рекреативни центар “ на 1000 до 1300m надморске висине. Централно спомен-обиљежје у облику бијелог вука окруженог трибинама посвећен је Срђану Кнежевићу команданту специјалне јединице „Бели вукови“ која је дјеловала у саставу Сарајевско-романијског корпуса.
Данас се на овој локацији завршава други ловачки дом, а постављен је мобилијар за дјечје игралиште, као и штандови за бицикла за изнајмљивање. Посебна атракција је терен са вјештачком травом на 1 000 метара надморске висине. На излетишту се налазе и ресторан са традиционалном храном у склопу ловачког дома, те игралишта, мјеста за роштиљ, бициклистичка стаза, итд.